# 秋武憲一
秋武 憲一（あきたけ けんいち、1947年4月24日 - ）は、日本の裁判官、元仙台家庭裁判所長、山梨学院大学大学院法務研究科特任教授。離婚に関する著作を多く出版している。仙台家裁所長時には東日本大震災に遭遇し、家裁業務の継続や被災自治体に特別相談窓口を設置するなど被災者の権利擁護に尽力した。

## 略歴
- 千葉大学文理学部社会科学課程卒業
- 1974年10月：司法試験合格
- 1975年4月：司法修習生（修習地：横浜）
- 1977年4月：福岡地方裁判所判事補
- 1980年4月：津地方裁判所・家庭裁判所判事補
- 1982年4月：津地方裁判所・家庭裁判所特例判事補
- 1983年4月：横浜地方裁判所・家庭裁判所横須賀支部特例判事補
- 1986年4月：東京地方裁判所特例判事補
- 1987年4月：東京地方裁判所判事
- 1989年4月：金沢地方裁判所判事
- 1989年9月：名古屋高等裁判所金沢支部判事
- 1993年4月：横浜地方裁判所判事
- 1996年4月：甲府地方・家庭裁判所判事
- 1998年4月：甲府地方・家庭裁判所判事（部総括）
- 2000年4月：東京高等裁判所判事
- 2003年4月：東京家庭裁判所（部総括）
- 2008年7月：東京家庭裁判所（部総括）家事部所長代行
- 2009年6月：仙台家庭裁判所長
- 2012年4月：定年退官
- 2012年10月：山梨学院大学大学院法務研究科（専門職学位課程：法科大学院）客員教授
- 2013年4月：山梨学院大学大学院法務研究科（専門職学位課程：法科大学院）特任教授 [4]
- 2017年4月：瑞宝中綬章受章[5]

## 著作
- 離婚調停・離婚訴訟（編著、青林書院、2009年）
- 家事調停の現在と今後　－東京家裁及び仙台家裁における実践を通じて（日本加除出版）
- 離婚調停（日本加除出版）
- 東京家庭裁判所における人事訴訟の審理の実情・三訂版（編著）（判例タイムズ社）
- 家事事件手続法概説（編著）（青林書院）
- 新版・離婚調停（日本加除出版）
- 改訂・離婚調停・離婚訴訟（編著）（青林書院）